# Яйцеголовый
Яйцеголовый (англ. egghead) — насмешливо-пренебрежительное название умника, интеллектуала в США. В более узком смысле термин применяется к учёным, в частности к «сумасшедшим учёным», изображаемым в фантастической литературе и фильмах. В основном употребляется во множественном числе — яйцеголовые. 
 В 1980-х термин перешёл и в русский язык как ироническое обозначение интеллектуала, «шибко умного», но слегка оторванного от реальности человека.
По словам Дмитрия Медведева, «новые технологии — это не игрушки для яйцеголовых».
В телесериале 1960-х годов «Бэтмен» есть персонаж Яйцеголовый в исполнении Винсента Прайса, «самый умный злодей в мире». Его преступления, его оружие и даже его речь так или иначе связаны с яйцами. 

Есть фантастическая кинокомедия «Яйцеголовые» (англ. Coneheads — букв. «конические головы»), Paramount Pictures, США, 1993 г., герои которой имеют головы в форме яйца в буквальном смысле.
Александр Лукашенко, президент Республики Беларусь употребил этот термин в отношении работников ИТ-сферы во время встречи с представителями негосударственных СМИ 4 августа 2015 года.

## Происхождение термина
Название впервые было использовано в 1952 году во время президентской избирательной кампании в США применительно к кандидату от Демократической партии Эдлаю Стивенсону, лысая голова которого по форме напоминала яйцо и была притчей во языцех у его противников. В одном из своих выступлений Стивенсон с юмором перефразирует Карла Маркса: «Яйцеголовые всех стран, соединяйтесь! Вам нечего терять, кроме своих желтков» (англ. Eggheads of the world unite; you have nothing to lose but your yolks).
Согласно другой версии, термин «яйцеголовый» впервые был введен журналистом Стюартом Олсопом. В одной корреспонденции он назвал интеллигентов яйцеголовыми.